# Платон мне друг
«Платон мне друг» (укр. Платон мені друг) — советский широкоэкранный художественный фильм 1980 года, снятый режиссёром Виктором Шкуриным по сценарию, написанному совместно с Василием Сычевским на киностудии им. Довженко.
Премьера фильма состоялась 13 февраля 1981 года. Фильм посмотрели 2,3 млн зрителей.

## Сюжет
Директор комбината Платон Смоляк решает начать работы по восстановлению земли после аварии на карьере, но сталкивается с сопротивлением членов бюро горкома. Рабочие поддерживают его, утверждая, что виновата не его недейственность, а сдвиг грунта. Жулай призывает к тщательному анализу ситуации перед принятием решения.

## В ролях
- Степан Олексенко — Платон
- Константин Степанков — Валентин Жулай
- Нина Попова — Ольга
- Алла Сигалова — Вика
- Николай Шутько — дед Смоляк
- Ирина Калиновская — Оксана
- Игорь Шкурин — Андрей
- Пётр Любешкин — Подопригора
- Евгений Лысенко — Харитонов
- Вячеслав Воронин — Тищенко
- Анатолий Скорякин — Скуматов
- Нина Ильина — Тоня
- Виктор Мирошниченко — Иван Черебец
- Коста Туриев — Ибрагим

## Съёмочная группа
- Режиссёр: Виктор Шкурин
- Сценаристы: Василий Сычевский, Виктор Шкурин
- Операторы: Сергей Лисецкий, Дмитрий Вакулюк
- Художник: Михаил Раковский
- Звукорежиссёр: Юрий Горецкий
- Композитор: Александр Злотник